# 中園武雄
中園 武雄（なかぞの たけお 1947年6月5日 - ）は、日本の実業家。

## 人物
1971年に西南学院大学経済学部を卒業。
その後日興証券に入社する。中国、九州本部長を経て1997年には西日本総合法人担当となる。
2001年には日興コーディアル証券に専務取締役東京法人部門統括として迎えられる。
2005年の6月には大和生命保険の代表取締役社長に就任した。
2008年10月10日、大和生命保険（株）は、東京地裁に対して更生手続開始の申立てを行い、同日、会社更生法及び更生特例法に基づく更生手続の開始される。

## 略歴
- 1971年 3月 西南学院大学経済学部卒業
- 1971年 4月 日興証券（株）入社日興コーディアル証券(株)
- 1996年 6月 同社取締役中国・九州本部長
- 1997年 2月 同社取締役西日本総合法人担当
- 1998年 2月 同社常務取締役中国九州総合法人・企業法人本部長
- 1998年 5月 同社常務取締役西日本総合法人統括兼中国九州総合法人・企業法人本部長
- 2000年 2月 同社専務取締役商品開発統括兼プライマリー業務担当兼商品本部長
- 2001年 3月 同社専務取締役東京法人部門統括
- 2001年10月 同社専務取締役東京法人部門統轄
- 2003年 3月 同社代表取締役副社長支店法人部門統轄兼総合法人部門統轄
- 2005年 6月 同社代表取締役副社長退任 大和生命保険(株)代表取締役社長就任